# Château de Montmayeur
Cet article concerne le château de Montmayeur. Pour le château du même nom situé à Arvier, voir Château de Montmayeur (Arvier).
Pour la Tour de Montmayeur, voir Tour de Montmayeur.
Ne pas confondre avec le château de Montmeilleur à Saint-Baudille-et-Pipet, Isère.
Le château de Montmayeur est un ancien château fort du XIIe – XIIIe siècle, berceau de la famille de Montmayeur, centre de la seigneurie de Montmayeur, élevée en comté en 1449, dont les ruines se dressent sur le Montraillant, sur la commune de Villard-Sallet dans le département de la Savoie en région Auvergne-Rhône-Alpes.
Les tours et le site archéologique qui s'y rattache font l’objet d’une inscription au titre des monuments historiques par arrêté du 19 septembre 1989.
En 1997, le site est intégré à un itinéraire thématique de découvertes : Pierres-fortes de Savoie.

## Situation
Les vestiges du château de Montmayeur sont situés dans le département français de la Savoie sur la commune de Villard-Sallet, à 800 mètres d'altitude sur la crête du Montraillant, à 1,5 kilomètre, à l'est-sud-est de Villard-Sallet. Entre les vallées du Gelon et du Coisin, il contrôlait la route reliant Chambéry à l'Italie par la Maurienne et le Mont-Cenis.

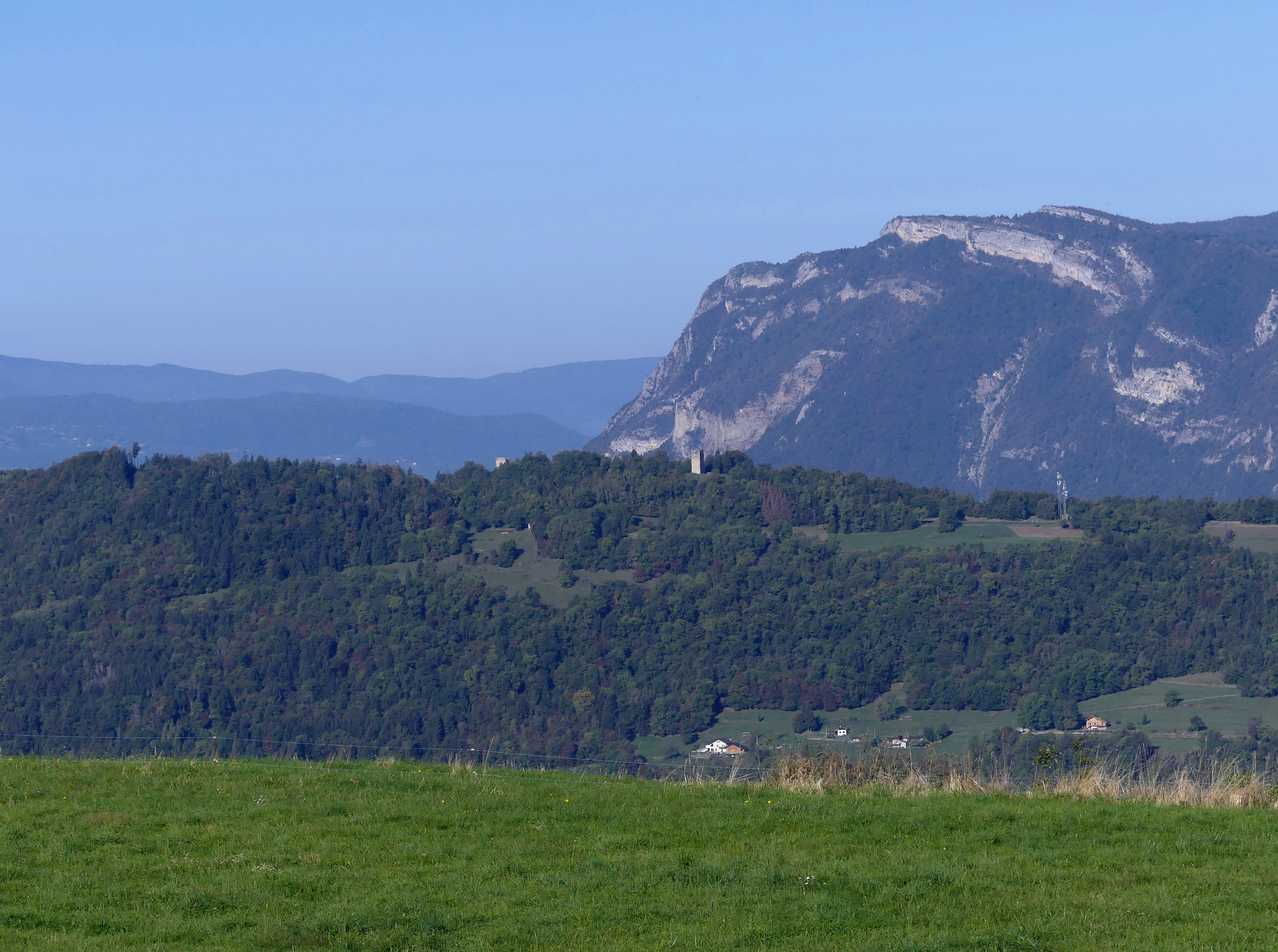
Tours de Montmayeur sur le Montraillant, au centre.

## Histoire
Le château est mentionné en 1173 ; il fait partie de la dot d'Alix, fille du comte de Savoie Humbert III, dans le projet de son union avec Jean sans Terre.
Le comte Thomas Ier de Savoie inféode le château à une branche cadette de la famille de Briançon-Aigueblanche, qui prend le nom de Montmayeur.
En 1212, un acte en faveur des Chartreux de Saint-Hugon est passé au château.
Gérard de Briançon, père d'Aymon et de Pierre d'Aigueblanche, mort en 1260, en est inféodé. Vers 1274, Aymé ou Aymon de Montmayeur y possède une maison forte ; son fils Humbert ou Hugonet, vivant en 1355, en hérite.
Les deux tours qui subsistent sont citées pour la première fois en 1381.
Le château est remanié par Gaspard II de Montmayeur, maréchal de Savoie, vers 1380-1416, lors de la refortification générale de la Savoie. Il dote les quatre angles de l'enceinte rectangulaire de tours. Jean, son fils, mort à Chambéry en 1433, est en possession des châteaux de Montmayeur, Villard-Sallet, Briançon et Cusy. Gaspard a épousé, en 1417, Guigone de La Balme, fille unique du seigneur d'Apremont. Lui succède, son fils, Jacques Ier, maréchal et chevalier de l'ordre du Collier.
En 1432, Jacques II de Montmayeur, né vers 1405 et mort à Montmayeur en 1487, petit-fils de Gaspard et fils du précédent, hérite de la seigneurie et la voit érigée en comté en 1449 ; mort sans héritier en 1486 ou 1487, sa mère Gilberte de Polignac en hérite, épouse d'Antelme de Miolans, le comté passe à la famille de Miolans, puis échoit entre les mains de Jacques de Montmayeur de Creset.
Le château est abandonné à la fin du XVe siècle, et les tours, faute d'entretien, tombent en ruines. En 1532 Claudine de Miolans l'apporte en dot au seigneur de Saint-Vallier. En 1536, le château est décrit comme : « ne fermait poinct ».
En 1597 le château est ruiné par les troupes de Lesdiguières ; il est déserté au profil de Villard-Salet ; la paroisse est supprimée.
Le château sera la propriété des nobles Fausser (Faussone). En 1728, les tours sont la possession de Jean-Gaspard de Montmayeur. Ce dernier était le fils de Jean Faussone, comte de Villanova et de Jeanne-Marie de Montmayeur, la dernière comtesse. Le comté avait été légué en 1664 par Jean Faussone à Blaise-Amédée Faussone, son fils aîné, comte de Montmayeur.
Les comtes de Radicati le vendent avec ses dépendances en 1758 au marquis d'Arvillard contre une somme de 65 000 livres.
L'acte de vente le décrit comme : « les deux tours de Montmayeur qui sont à la cime de la montagne au-dessus du château de Villarsallet, où étaient l'ancienne ville et château des seigneurs de Montmayeur, sont découvertes et il n'y a que les quatre murailles sans porte ni fenêtre ; lesdites deux tours sont distantes d'une de l'autre d'environ 50 toises et les murs d'icelles sont de l'épaisseur de six pieds chacune. Il n'est pas nécessaire de jeter un couvert sur lesdites tours, parce qu'elles sont construites de ces anciens murs qui résistent aux injures du temps et dont le mortier est aussi dur que la pierre ; dans l'espace intermédiaire des dites tours, tout comme dans les environs d'icelles il n'y a que des masures de bâtiment et vergers et broussailles qui s'y sont formés depuis la ruine de ladite ville et château des seigneurs de Montmayeur ».

## Description
Une enceinte fossoyée, rectangulaire, orientée est-ouest de 250 mètres de long et de 30 à 50 mètres de large, renferme les vestiges du château, occupé du XIIe au XVe siècle : les deux tours datant de la fin du XIVe siècle, deux maisons fortes, des maisons de non nobles, un four et l'église Saint-Julien. Les murs de cette enceinte crénelée étaient percés d'archères et on accédait à la forteresse par un pont-levis situé au nord.

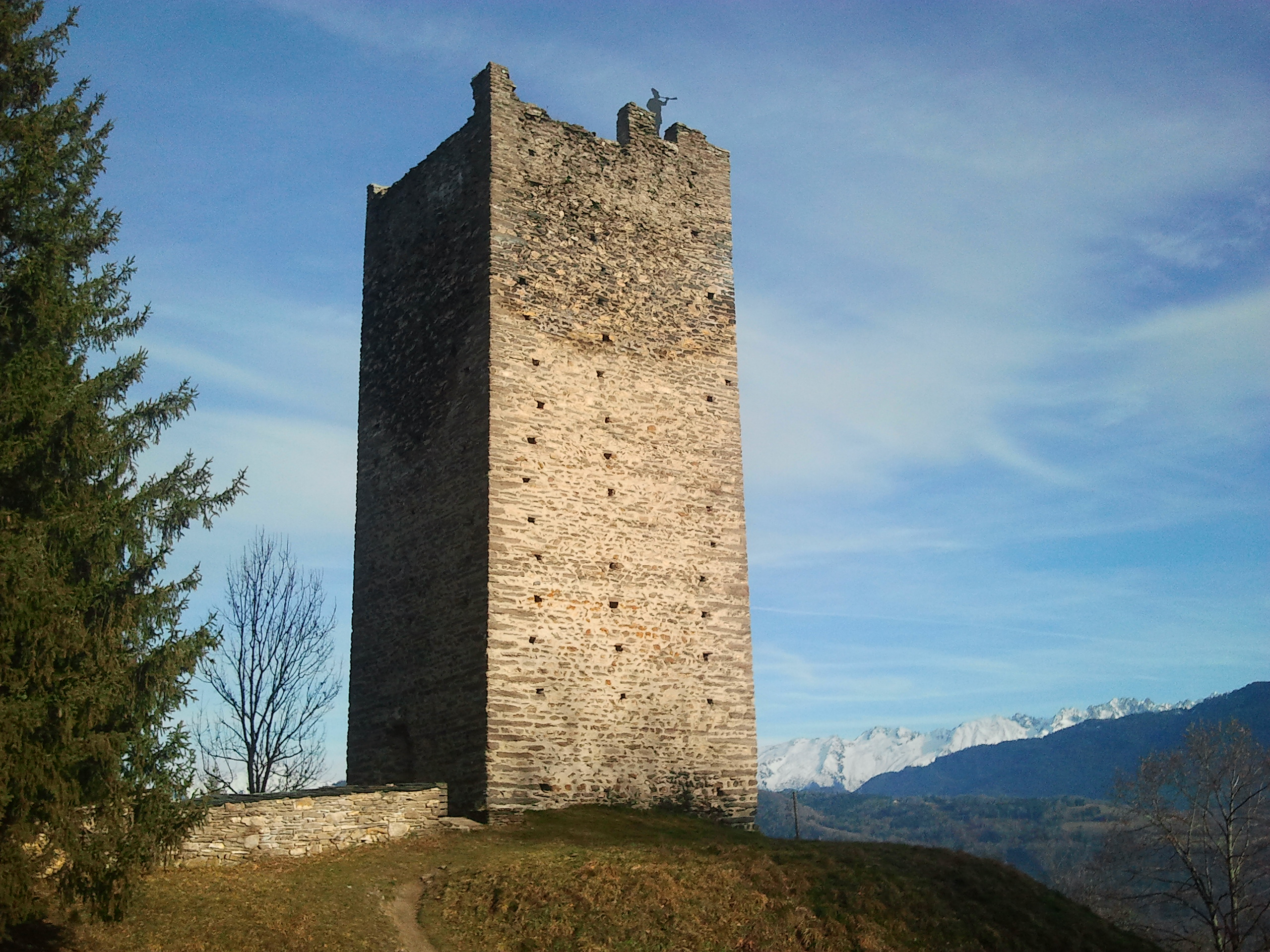
La Tour Nord-Est du Château de Montmayeur

Le donjon carré qui s'élève à l'est, de 7,60 mètres de côté, a des murs épais de 1,90 mètre et mesure 33 mètres de haut. Son appareil est fait de moellons de schiste équarris. Il comprend quatre niveaux planchéiés. Le rez-de-chaussée est aveugle, au premier étage, à l'est, s'ouvre la porte d'accès à 12 m de hauteur ; c'est la seule ouverture avec une petite fenêtre, le second niveau est également aveugle, une plateforme crénelée occupe le sommet de la tour. Un logis résidentiel comprenant une grande salle du XIIIe siècle, à laquelle on a accolé au XVIe siècle deux pièces dans l'ancienne cour, est construite à son pied.

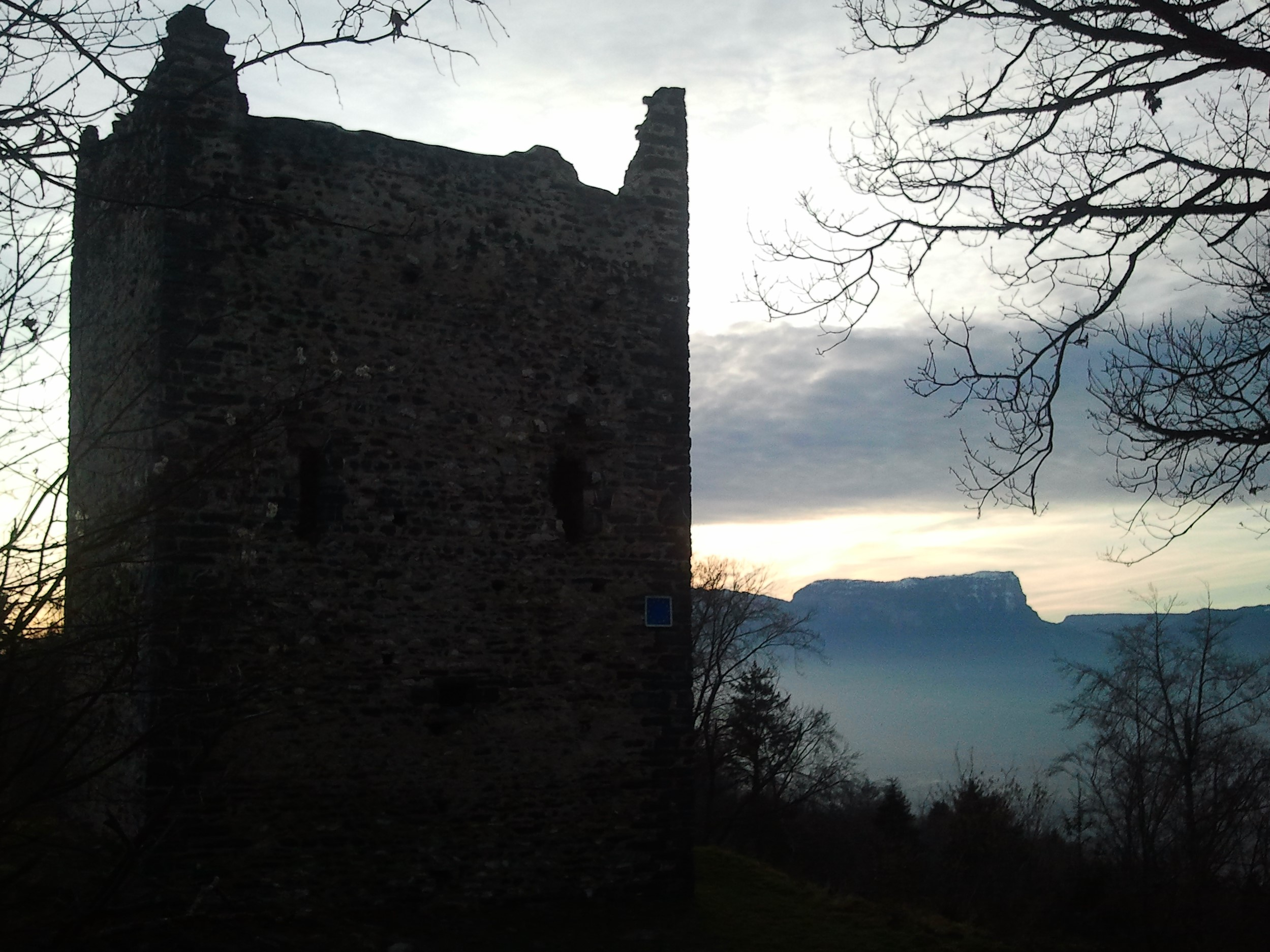
La Tour Sud-Ouest du Château de Montmayeur et le Mont Granier

La tour ouest haute de cinq étages sur rez-de-chaussée, également crénelée, isolée par un fossé, construite sur une plate-forme, adopte également un plan carré. Elle a conservé une hauteur de 25 mètres pour 8 mètres de côté. On y accède, au nord, par une porte cintrée située au rez-de-chaussée fermée par une barre de fermeture coulissant dans des ouvertures ménagées dans l'épaisseur des murs. Sur la face est s'ouvre au premier niveau une petite fenêtre, probablement une canonnière et au second niveau deux fenêtres en ogive de 0,40 mètre de large pour 1 mètre de haut qui encadrent une cheminée avec ses montants sculptés.
Entre les deux tours, qui se dressent à chaque extrémité de la plateforme, des fouilles ont permis de relever les fondations d'une (voire deux) probable maison forte, d'une maison et un four le long d'une rue, d'un enclos rectangulaire, de l'église mentionné en 1191 et dépendant de l'abbaye de Saint-Rambert-en-Bugey, ainsi qu'une réserve à céréales au pied d'une tour.